# Deesis

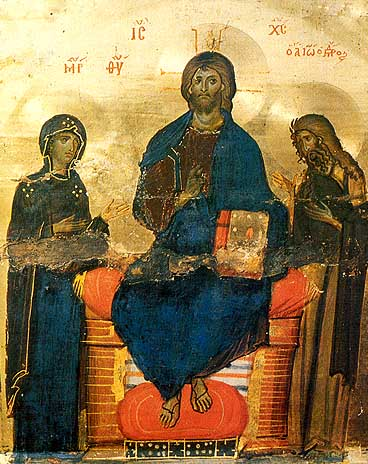
Deesis no Mosteiro de Santa Catarina, Monte Sinai, Egito (século XII)

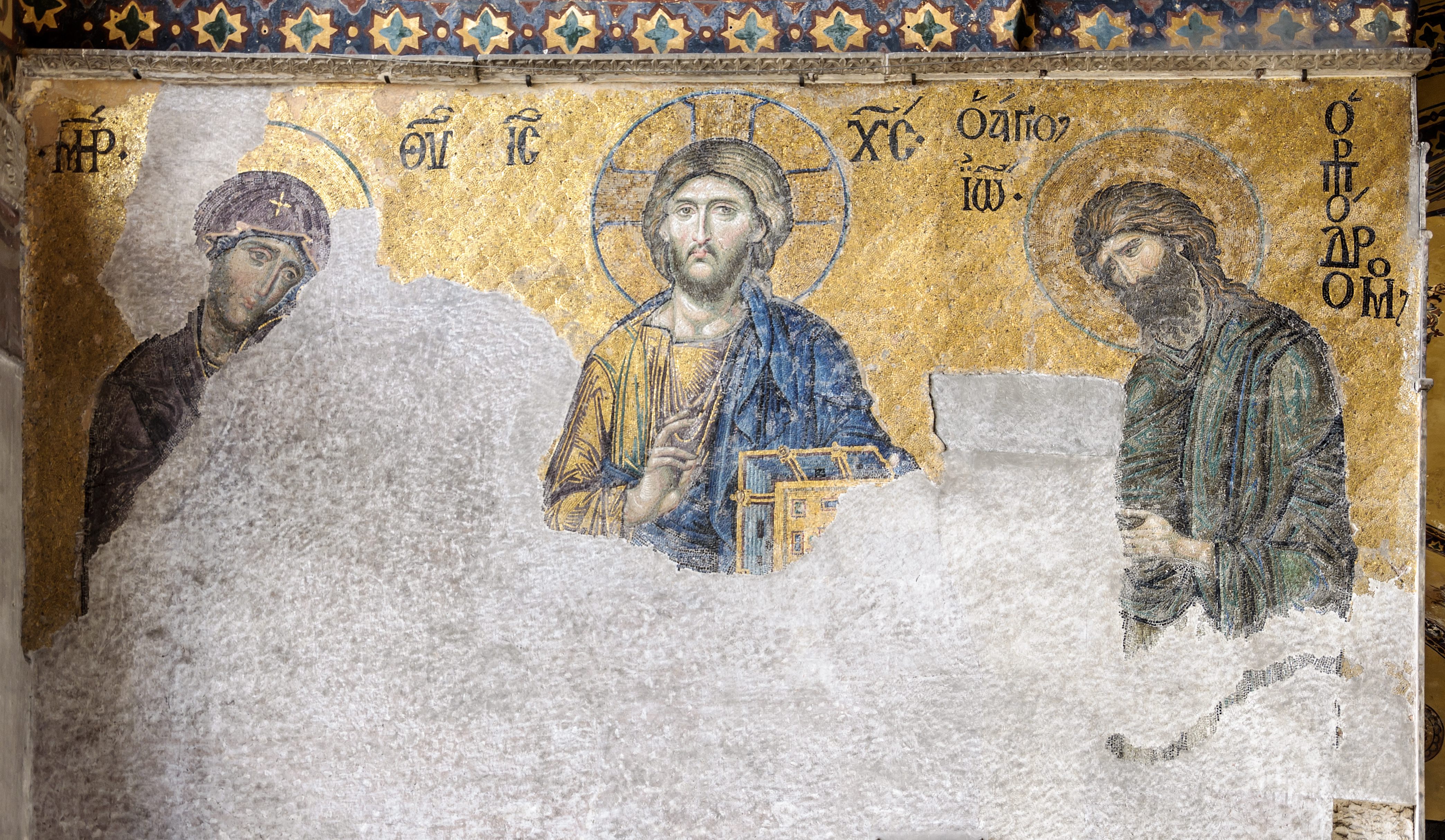
Deesis em mosaico, Hagia Sofia, Istambul (século XIII).

Na arte bizantina e, depois, na arte cristã ortodoxa,  deesis ou deisis (em grego: δέησις; oração ou súplica) é uma representação tradicional iconográfica de Cristo em Majestade ou Cristo Pantocrator entronizado, carregando um livro, e flanqueado pela Virgem Maria, por São João Batista e, às vezes, outros santos e anjos. Maria, João e algumas outras figuras são mostrados voltados para Cristo com as mãos levantadas em súplica em nome da humanidade.
As mais antigas aparecem  frequentemente nas vigas ou acima das portas das igrejas ortodoxas, embora a deesis também fosse usada em ícones e marfins devocionais.
Muitas vezes, após  completado o iconostásio, havia espaço para  mais elementos, ou então havia espaço  para deesis "grandes", com figuras de corpo inteiro; assim, o número de figuras foi aumentando, tanto em Império Bizantino como na Rússia. Geralmente a linha da deesis fica acima do nível das portas e abaixo da linha onde estão representadas as Doze Grandes Festas, mas, às vezes, a deesis está acima das Festas, e o Cristo central fica, portanto, acima da porta principal. Logo o padrão usual passou a ser de sete figuras, uma em cada painel,  com Cristo no centro e, em ordem de proximidade: à esquerda (à direita de Cristo), Maria, o arcanjo Miguel e São Pedro; à direita, João Batista, o Arcanjo Gabriel e São Paulo. Especialmente nos exemplares russos, vários santos de significado local são frequentemente incluídos atrás das figuras principais, se houver espaço. A deesis de Andrei Rublev, na Catedral da Dormição (ou Catedral da Assunção), em Vladimir, tinha 3,14 metros de altura. Na tradição grega, as figuras dos Apóstolos costumam ocupar painéis extras. 
A presença de Maria, João  e outras figuras  é uma das particularidades do Cristo em Majestade ocidental, onde os Quatro Evangelistas ou  e seus símbolos são mais comumente incluídos em torno de Cristo. A composição da deesis é também frequentemente encontrada no Ocidente, especialmente nas áreas da Itália com maior influência bizantina, mas também no resto da Europa. O uso da imagem declinou vagarosamente ao longo da Idade Média  e já não é tão comum quanto as formas ocidentais de Cristo em Majestade.